# Operation Black Tulip

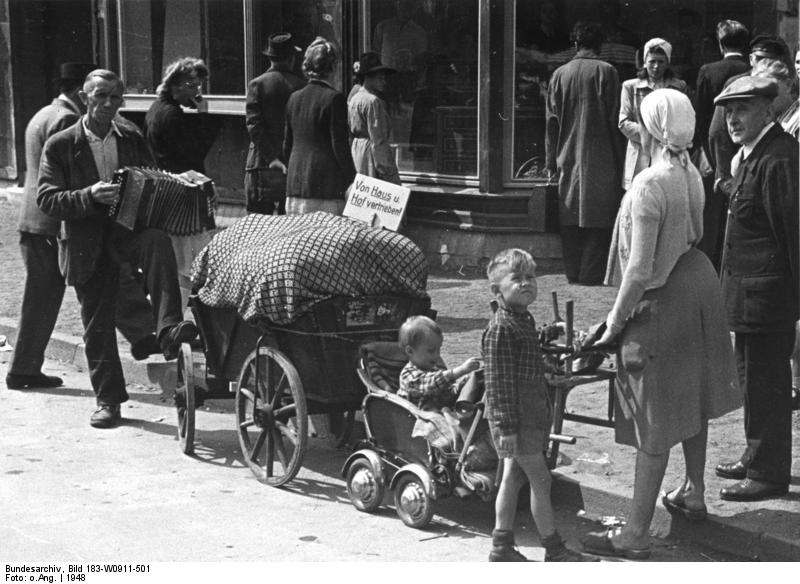
Vertriebene Familie in Westdeutschland, 1948

Operation „Black Tulip“ war der Name der Vertreibungsaktion Deutschstämmiger und Österreicher aus den Niederlanden nach dem Zweiten Weltkrieg. Der Plan der niederländischen Regierung sah die Ausweisung aller Bürger deutscher Abstammung als Teil einer politischen Säuberung vor. Es handelt sich um die größte Vertreibung in der Geschichte der Niederlande, die von dem niederländischen Justizminister Hans Kolfschoten initiiert wurde. Insgesamt rund 25.000 Personen sollten demgemäß nach Deutschland deportiert werden; tatsächlich wurden etwas unter 15 % (3.691 Personen) der deutschen Minderheit deportiert. Ebenfalls von der Deportation betroffen waren die niederländischen Ehefrauen von Männern deutscher Abstammung. Das Vermögen von in den Niederlanden lebenden Deutschen wurde dabei beschlagnahmt, dies wurde 1967 endgültig per Gesetz festgehalten und betraf Vermögen im Wert von insgesamt einer halben Milliarde Euro.
Die Operation „Black Tulip“ begann im Jahr 1946 und wurde Ende 1948 auf Betreiben der Alliierten nach Ausbruch des Kalten Krieges eingestellt, da Westdeutschland in den westlichen Verband integriert werden sollte.

## Ziele
Nach Auffassung der Kulturanthropologin und Wissenschaftlerin Angela Boone hat die niederländische Regierung mit der Operation nicht die NS-Kollaborateure oder Kriegsverbrecher bestrafen wollen, sondern sie beabsichtigte primär die Enteignung und Vertreibung aller Deutschen und Österreicher und deren Angehöriger aus den Niederlanden.

## Opfer
Die Operation hat nur wenige NSDAP-Mitglieder oder NS-Kollaborateure betroffen. Unter den Opfern befanden sich viele Unschuldige und selbst jüdische Überlebende des Holocausts, die in den Niederlanden Schutz gesucht haben, wurden des Landes verwiesen. Etliche Gastarbeiter und Hausmädchen wurden zudem vertrieben. Auch deutsch-niederländische Familien wurden des Landes verwiesen. Die Vertriebenen stammten aus Großstädten und Ballungsräume wie Rotterdam sowie aus Grenzregionen der Europaregion. In den 1950er Jahren vereinigten sich die ausgewiesenen Menschen in Gronau  im westlichen Münsterland als Bund der Westvertriebenen.